# Фреони

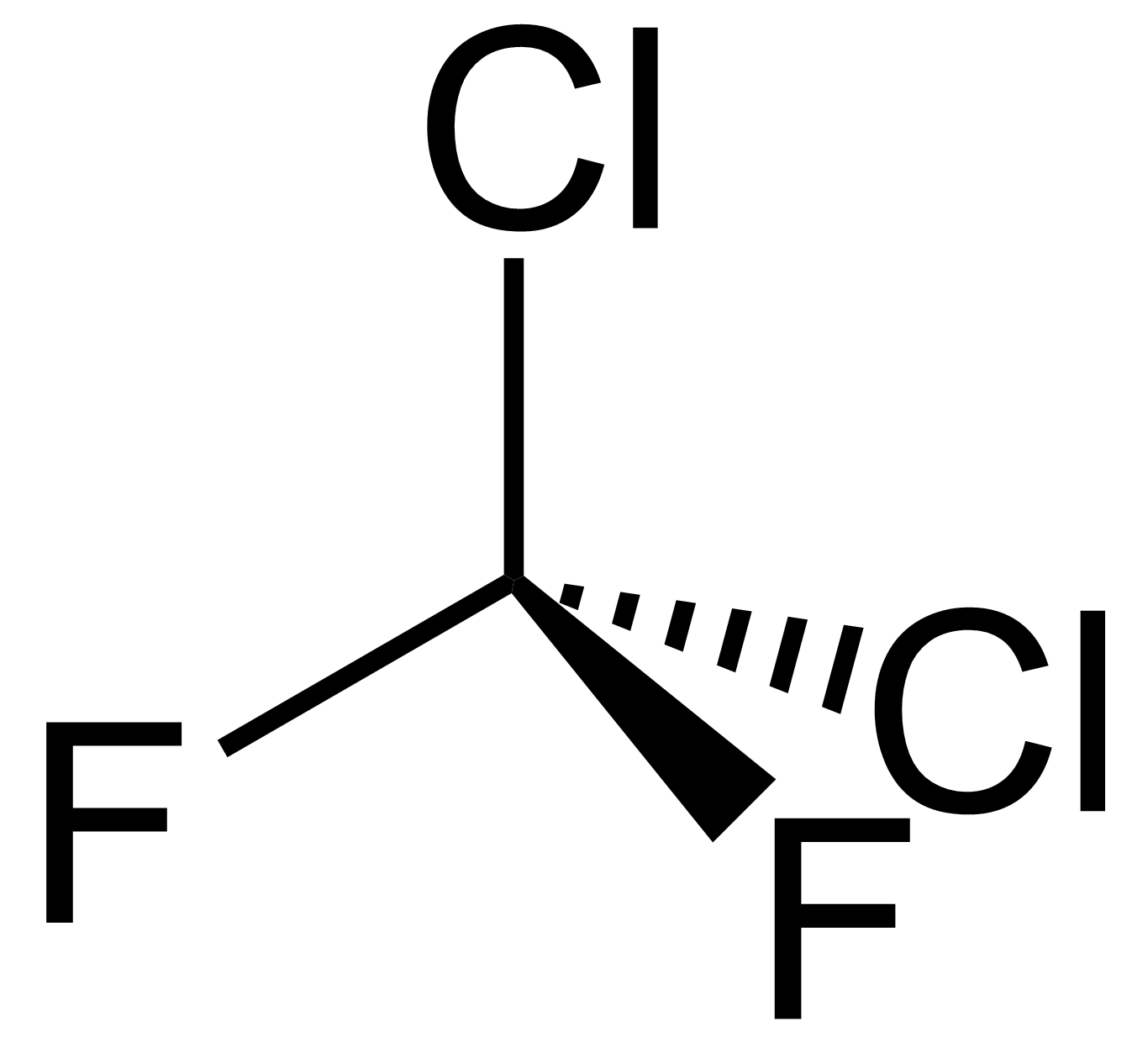
Структурна формула дифлуородихлорометану (R-12)

Фрео́ни або хладони — група галогенопохідних вуглеводнів, що киплять нижче кімнатної температури і використовуються в холодильній промисловості як холодоагенти і як розпилювачі в аерозольних упаковках. Наприклад, фреон дифлуородихлорометан CF2Cl2 (R12) — рідина, що кипить при -29,8°С.
Здебільшого фреони інертні біля поверхні Землі, однак у стратосфері хлоровмісні  фреони (хлорфторвуглеводні) зазнають фотохімічного розпаду з виділенням іонів хлору, які є каталізатором хімічних реакцій, що руйнують молекули озону.
Згідно Монреальського протоколу, виробництво та застосування деяких фреонів заборонено, насамперед — R-12 та R-22. На заміну їм прийшли такі фреони як R-134a, R-410A, R-404A та R-507 — це фторовуглеводневі сполуки, які мають нульовий озоноруйнівний потенціал.
Перший фреон винайшов Томас Міджлі, що працював в компанії «General Motors».